# Krallenheber

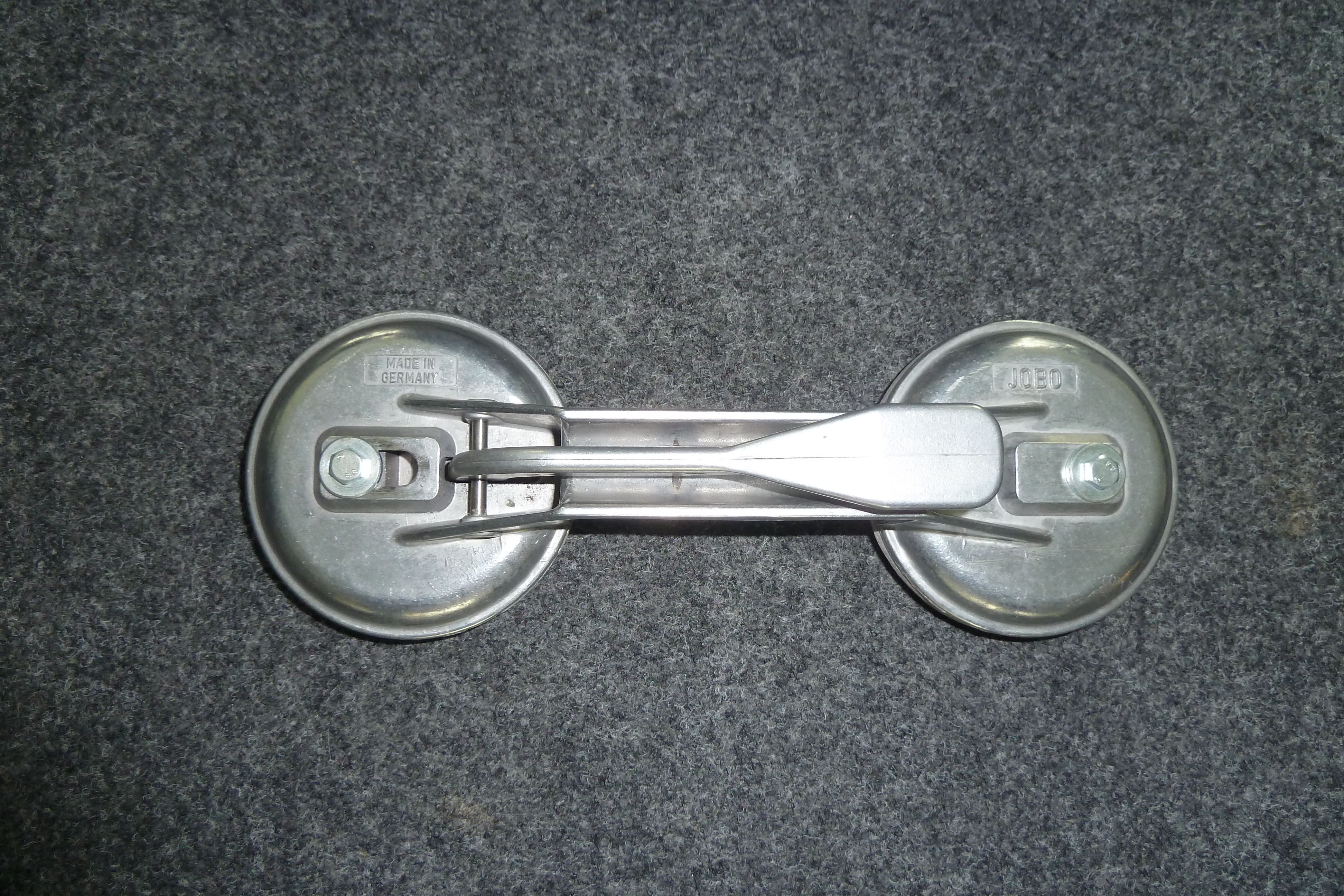
Krallenheber von oben, geschlossen

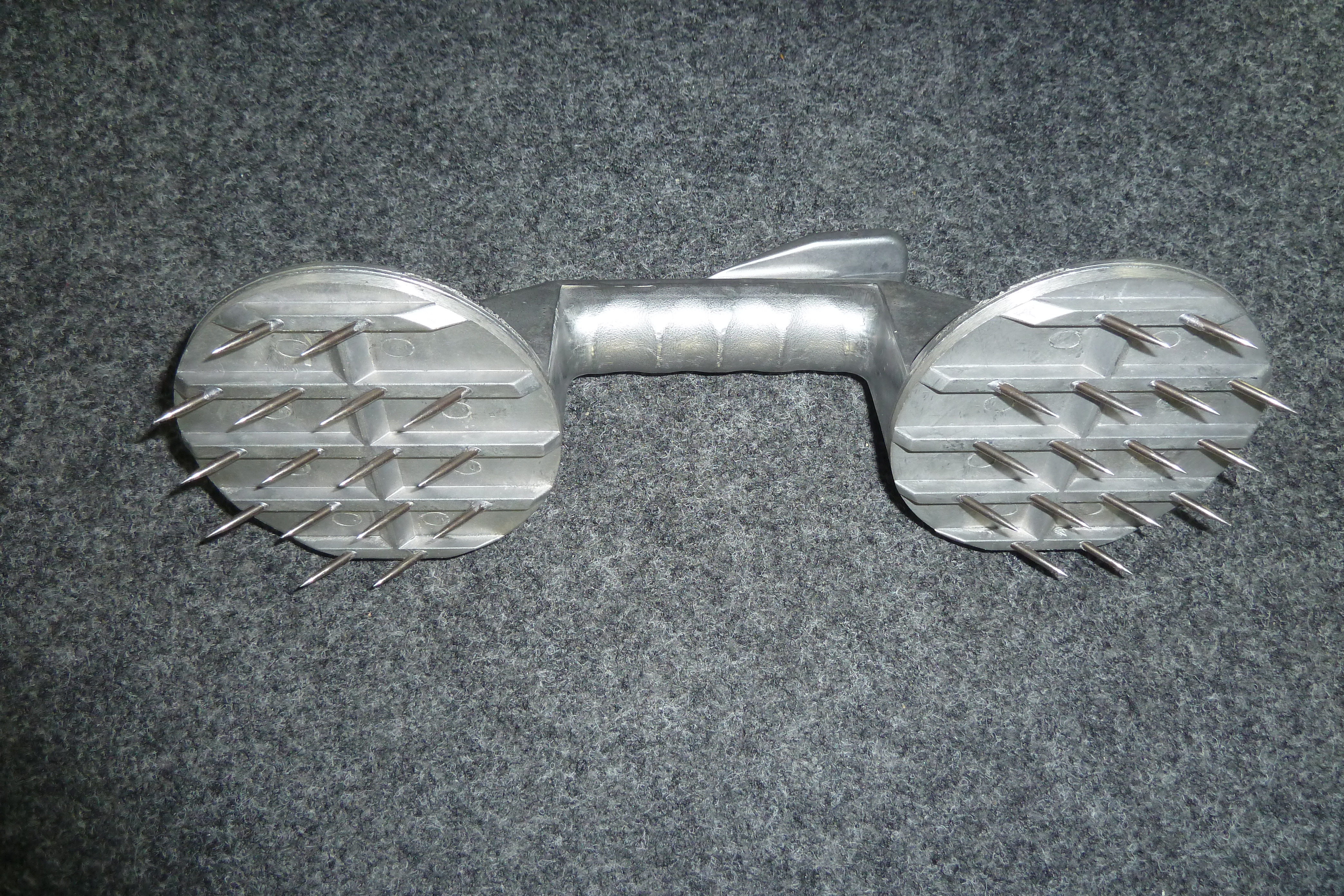
Krallenheber seitlich, geschlossen

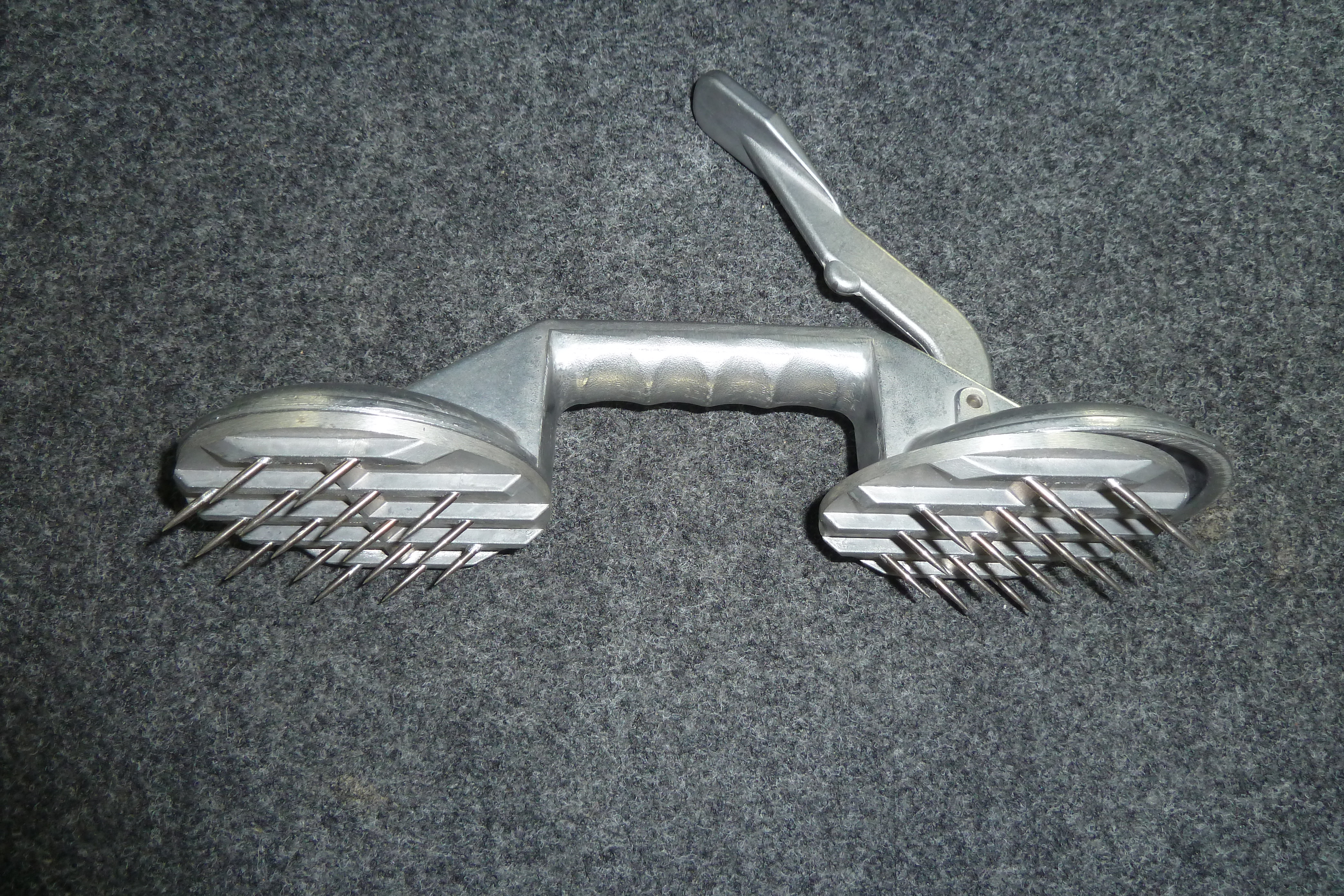
Krallenheber seitlich, offen

Der Krallenheber dient zur Aufnahme von Textilflächen wie zum Beispiel Teppichplatten. Der Krallenheber besteht aus einem Griff und je einer am Ende des Griffs befestigten Kopfplatte mit schrägen Stahlstiften. Die Stifte können durch das Betätigen einer Mechanik ausgefahren oder gespreizt werden und verkrallen sich so im Teppichbelag. Somit lassen sich auch Doppelbodenplatten mit Textilbelag einfach aufnehmen.
Im unteren Beispielbild wurde durch das Anheben des Spannhebels die rechte Kopfplatte nach innen bewegt und der Krallenheber damit geöffnet.